# Biskupi hradeccy
Biskupi hradeccy – lista biskupów diecezjalnych i pomocniczych czeskiej diecezji Hradec Kralove.

## Biskupi diecezjalni

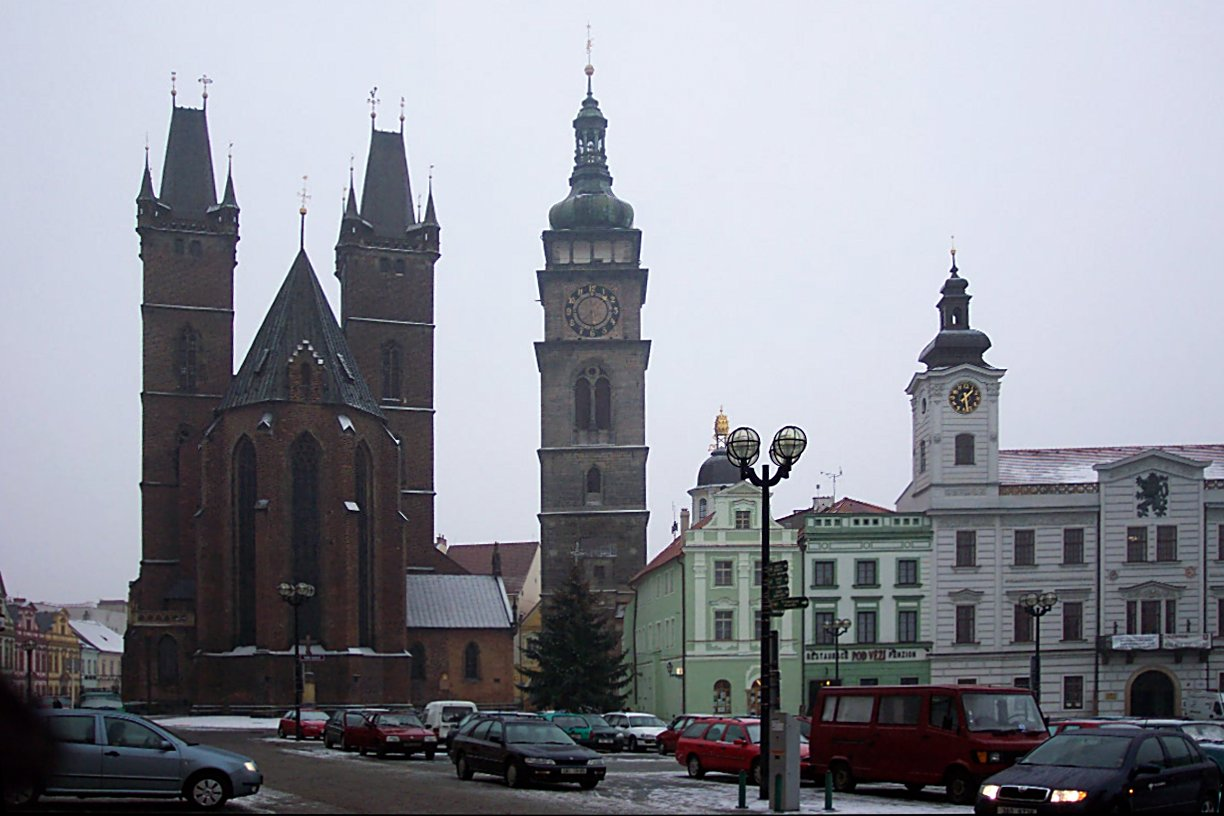
Katedra Św. Ducha w Hradcu Kralove

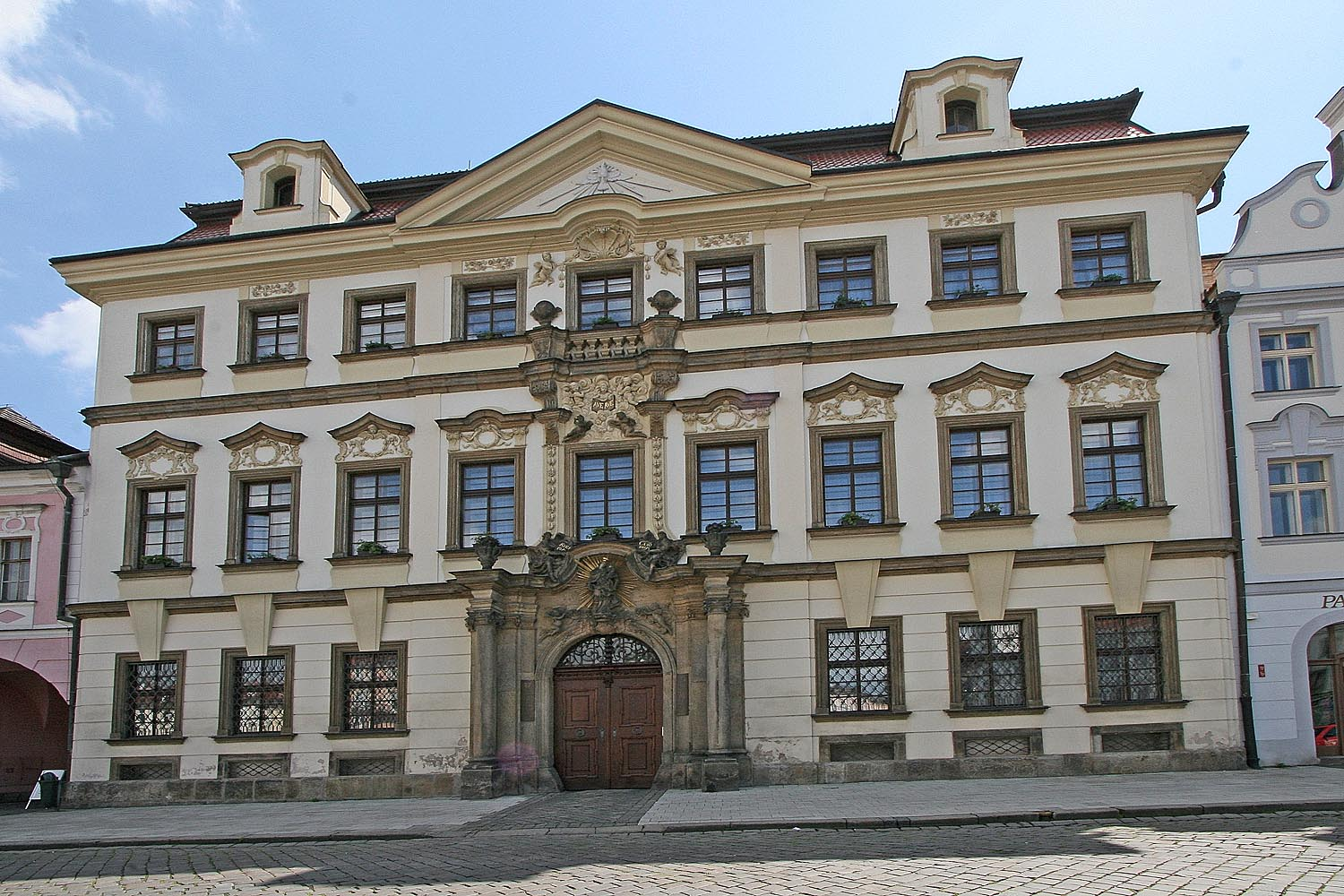
Pałac biskupi w Hradcu Kralove

- 1664–1669 Matthäus Ferdinand Sobek von Bilenberg
- 1673–1675 Johann Friedrich von Waldstein
- 1676–1698 Johann Franz Christoph von Talmberg
- 1699–1701 Gottfried Kapaun von Swoykow
- 1702–1710 Tobias Johannes Becker
- 1711–1721 Johann Adam Wratislaw von Mitrowitz
- 1721–1731 Wenzel Franz Karl Košinský von Košín
- 1732–1733 Moritz Adolf Karl von Sachsen-Zeitz
- 1733–1753 Johann Joseph Wratislaw von Mitrowitz
- 1754–1763 Anton Peter Příchovský von Příchovice
- 1764–1774 Hermann Hannibal von Blümegen
- 1775–1776 Johann Andreas Kayser von Kaysern
- 1776–1780 Joseph Adam von Arco
- 1780–1794 Johann Leopold von Hay
- 1795–1815 Maria Thaddäus von Trautmannsdorff
- 1815–1831 Alois Josef Krakovský von Kolowrat
- 1831–1874 Karl Borromäus Hanl von Kirchtreu
- 1875–1892 Josef Jan Hais
- 1892–1902 Eduard Jan Brynych
- 1903–1921 Josef Doubrava
- 1921–1931 Karel Kašpar
- 1931–1956 Mořic Pícha
- 1956–1990 sediswakancja
  - 1956–1969 Václav Javůrek, wikariusz kapitulny
  - 1969–1989 Karel Jonáš, wikariusz kapitulny
- 1990–1998 Karel Otčenášek, do 1989 administrator apostolski
- 1998–2010 Dominik Duka
  - 2010–2011 Josef Kajnek, administrator apostolski
- od 2011 Jan Vokál

## Biskupi pomocniczy
- 1769–1776 Matyáš František Chorinský z Ledské, w latach 1776–1777 biskup pomocniczy ołomuniecki, następnie biskup brneński
- 1920–1921 Karel Kašpar, później diecezjalny, a następnie arcybiskup praski
- od 1992 Josef Kajnek